# Europese bruine beer
De Europese bruine beer (Ursus arctos arctos) is een ondersoort van de bruine beer. In onder andere Turkije leeft de verwante Syrische bruine beer. De Italiaanse populatie wordt soms beschouwd als een aparte ondersoort, de Marsicaanse bruine beer of Abruzzenbeer (Ursus arctos marsicanus).

## Beschrijving
Bruine beren worden in het algemeen zeer groot. Mannetjes worden 170 tot 220 cm lang en 300 tot 600  kg zwaar. Vrouwtjes zijn kleiner, tussen de 150 en 350 kg. Bruine beren hebben een klein staartje van 6 tot 21 centimeter en kleine, ronde oren. Over het algemeen hebben bruine beren een bruine vacht, maar het kan variëren, van lichtgelig grijs tot zwart.

## Gedrag en leefwijze
De bruine beer is een dagdier, maar in verstoorde gebieden komt hij alleen 's nachts tevoorschijn. Hij is een omnivoor met een uitgebreid menu. Zijn dieet bestaat 85% uit plantaardig voedsel, als vruchten, noten, grassen, kruiden, bast en wortels, en natuurlijk honing. Dierlijk voedsel bestaat uit aas, insecten en larven, maar hij kan ook hoefdieren grijpen, van schapen tot elanden. Een bruine beer loopt gemiddeld 5 tot 6 km/u, maar kan 50 tot 60 km/u halen.

### Winterrust
De bruine beer houdt niet echt een winterslaap, maar wel een winterrust. Deze wordt gehouden in een ondergronds hol of een grot. Deze bedekt hij met twijgen, mos, bladeren en ander droog materiaal. Vaak maakt hij meerdere holen. Voordat de beer in winterrust gaat, eet hij zich vol aan plantaardig materiaal zoals bessen, eikels en berkenbast.
In het Belgische en Nederlandse klimaat houden veel dierentuinberen helemaal geen winterrust (terwijl ze vaak een betere laag wintervet aanleggen dan hun wilde soortgenoten). Sommige houden steeds een paar dagen 'rust' om dan weer een dagje actief te zijn.

### Sociaal gedrag en voortplanting
Bruine beren zijn solitair, maar territoria kunnen overlappen. Het territorium van een volwassen mannetje beslaat meestal de territoria van meerdere vrouwtjes, en overlapt soms met de territoria van andere volwassen mannetjes. Broers en zussen kunnen soms tot 2 jaar nadat ze hun moeder hebben verlaten met elkaar optrekken. Mannetjes kunnen om vrouwtjes vechten. Ze gaan op hun achterpoten staan om elkaar te imponeren.
Beren zijn geslachtsrijp rond de 5 jaar. De paartijd is van mei tot juli. De bevruchting wordt 4,5 tot 7 maanden uitgesteld. Daarna volgt een draagtijd van ongeveer zestig dagen, waarna de jongen in januari en februari worden geboren, tijdens de winterrustperiode. De 1 tot 3 blinde, kale jongen wegen 350 gram bij de geboorte.
Na 4 maanden verlaten de jongen voor het eerst het nest. Hierna blijven de jongen nog anderhalf tot drie en een half jaar bij de moeder. Berenwelpjes hebben een bleke kraag. De jongen worden tot zij anderhalf jaar zijn gespeend. Het mannetje zorgt niet voor de jongen. Meestal zit er een jaar of drie tussen twee worpen.
De Europese bruine beer wordt in het wild ongeveer 30 jaar oud. In gevangenschap kan de bruine beer 50 jaar oud worden.

## Verspreiding

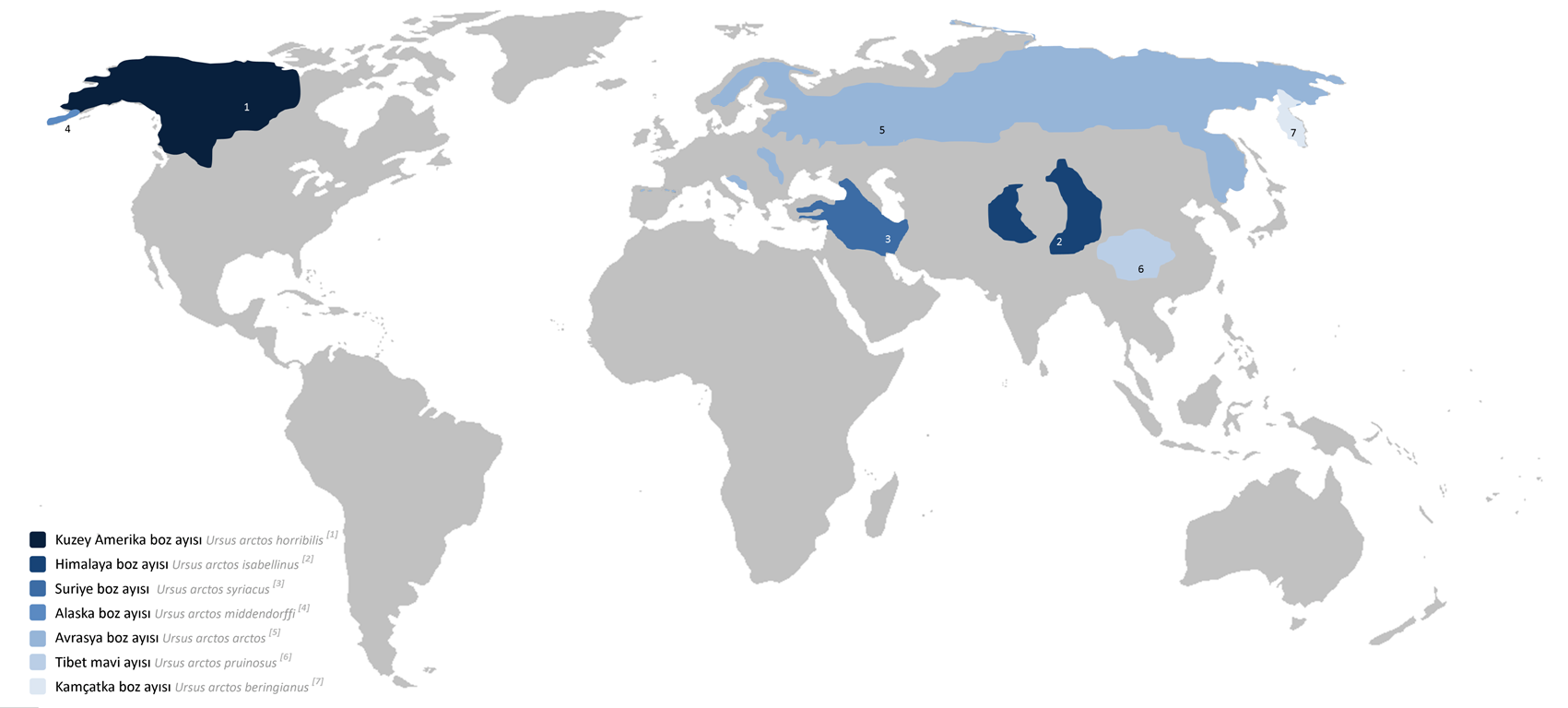
De lichtblauwe gedeeltes (nummer 5) in Europa en Rusland geven de verspreiding weer van de Europese bruine beer

Tegenwoordig leeft de Europese bruine beer voornamelijk in gebieden waar hij niet door de mens gestoord wordt, zoals afgelegen berggebieden. Hij komt vooral voor in gemengde bossen, maar begeeft zich regelmatig in open gebieden, zoals toendra's en alpenweiden.
Hij komt voornamelijk voor in Scandinavië, Albanië, Rusland en de Karpaten (Roemenië, Polen, Oekraïne, Slowakije) met nog kleinere populaties in Kosovo, Griekenland, Bosnië en Herzegovina, Bulgarije, Kroatië, Slovenië, de Abruzzen (Italië), de Pyreneeën en Oostenrijk, Estland, Letland, Wit-Rusland en waarschijnlijk ook wel in het oostelijk deel van Tsjechië, in de streek tussen de stad Ostrava (Ostrau) en het drielandenpunt met Slowakije en Polen.

### Pyreneeën
De berenpopulatie in de Pyreneeën is zich aan het herstellen maar nog steeds erg kwetsbaar. Enkele jaren geleden is een van de laatste "autochtone" exemplaren ('per ongeluk') door jagers met honden omgebracht. In 2006 zijn er vijf beren uit Slovenië uitgezet, de vrouwtjes Hvala, Sarousse, Franska en Pauloma en het mannetje Balou. Daarvan viel Pauloma al spoedig in een afgrond en werd een tweede (Franska), door een auto doodgereden. De twee overgebleven berinnen hebben elk een eigen territorium gevonden. Sarousse heeft ten minste twee nakomelingen en van Hvala is bekend dat zij in 2007 en in 2009 twee jongen heeft geworpen. De berenpopulatie in de Pyreneeën werd in 2014 geschat op circa 35 exemplaren. Om de bloedlijnen zuiver te houden wordt er in 2015, ter vervanging van een in 2013 gestorven mannetjesbeer, opnieuw een mannetje uit Slovenië in het gebied geplaatst. In de Picos de Europa en de Cordillera de Cantabria leven anno 2015 naar schatting 210 exemplaren.

### Alpen
Het Wereld Natuur Fonds heeft in 2007 geconstateerd dat er nog maar 38 bruine beren leven in de Alpen, en verwacht dat de soort aldaar zal uitsterven, doordat het leefgebied steeds kleiner wordt.
Tussen 1999 en 2002 zijn er in het Italiaanse Trentino beren uitgezet vanuit Slovenië. Deze dieren doen het goed. Er worden veel jongen geboren en vanuit Trentino begint een enkeling Oostenrijk en Zwitserland in te trekken. Na honderd jaar is er nu weer een beer opgedoken in Zwitserland. Dit dier is Lumpaz genoemd.
In Oostenrijk leven beren in drie gebieden, met een totale populatie van 20 à 30 dieren. Deze gebieden zijn ten eerste de Karawanken, langs de grens met Slovenië, ten tweede de noordelijke Kalkalpen, in de buurt van Ötscher en Hochschwab, en ten derde Vorarlberg. In dit gebied, dat aansluit op het Italiaanse Trentino en het Duitse Beieren, werd in 2006 voor het eerst een beer aangetroffen. Deze beer heeft de naam JJ2 gekregen.

### Duitsland
Vanuit Oostenrijk beginnen er ook beren Beieren in te trekken. De laatste melding was in juni 2006. Hoewel de beer aanvankelijk "welkom werd geheten", werd er later een afschotvergunning afgegeven, omdat het dier waarschijnlijk tussen de negen en de twintig schapen had gedood. Deze beer, door de pers Bruno genaamd, was waarschijnlijk de eerste bruine beer in 170 jaar die zich in Duitsland vestigde. In oktober 2019 is er in de Duitse Alpen, in het plaatsje Garmisch Partenkirchen, een jonge bruine beer gespot. Het dier is waarschijnlijk afkomstig uit de Italiaanse regio Trentino. Voortplanting van de beer in Duitsland wordt zeer onwaarschijnlijk geacht, aangezien het dier alleen is.

### Roemenië
Roemenië herbergt ongeveer de helft van alle Europese bruine beren. De beren leven in de bossen van de Karpaten en komen af en toe af op dorpen en campings waar afval te vinden is. In Brașov, een middelgrote stad in Transsylvanië, komen de beren in de vroege ochtend zelfs de stad in om vuilnisbakken te doorzoeken. In de jaren tachtig van de 20e eeuw waren er ongeveer zes tot acht beren die zich 's nachts en in de vroege ochtend in de stad waagden. In 2003 waren dat er rond de 24, waaronder ook moederberen met hun jongen. Deze beren zijn zeer aan mensen gewend geraakt. Ze worden soms zelfs met de hand gevoed, zonder noemenswaardige problemen. Het fenomeen trekt elke zomer een bescheiden groep toeristen. Een dusdanige nabijheid van beren is echter toch potentieel problematisch.
In 2004 werd een groepje mensen in de stad aangevallen. Er zijn meerdere lezingen over wat zich die dag voordeed. Laszlo Zsabo-Zseley, een lokale berenexpert, meende dat de beer door de bewoners van de wijk werd uitgedaagd. Later datzelfde jaar werden twee groepen wandelaars aangevallen in de buurt van Brașov door een beer die, naar verluidt, leed aan hondsdolheid. Ook bij dat incident is niet duidelijk wat voorafging aan de aanval. Hoewel de betrokkenen dit ontkennen, werd er gesproken van het uitdagen en treiteren van de beer bij een picknickplaats. Het plan van lokale autoriteiten om na deze twee aanvallen alle beren die de stad in komen te doden is tegengehouden. Het idee om vuilnis dagelijks op te halen in plaats van eens per twee weken is niet uitgevoerd, hoewel de beren regelmatig terug bleven komen.
In juni 2007 heeft een wilde bruine beer in de Roemeense Karpaten een groep van zes Amerikaanse toeristen aangevallen. Een vrouw werd doodgebeten, een andere vrouw en een man liepen bijtwonden op. De Roemeense televisiezender Realitatea TV gaf aan dat de beer eerder was lastiggevallen met flitsen van fotocamera's, hetgeen de agressieve houding van de beer zou kunnen hebben veroorzaakt. Vrijwel elk jaar worden in Roemenië mensen bij het plukken van bessen of zoeken van paddenstoelen aangevallen door beren. Bijna altijd gaat het dan om de verdediging van jongen of de bescherming van een voedselbron.

### Bulgarije
In Bulgarije bevindt zich een populatie bruine beren in Nationaal park Rila in Bulgarije, wat een geschikte en rustige habitat voor de beer vormt. Verder is niet veel bekend over de leefwijze van de beer in Nationaal park Rila. Ook in andere nationale parken in Bulgarije komt de Europese bruine beer voor.

### Noorwegen
In 2012 waren er in Noorwegen 137 bruine beren waarvan er 86 als mannetjes waren geregistreerd en 51 als vrouwtjes. De meeste beren bevinden zich langs de Zweedse en Russische grens. Provincies met de grootste dichtheid aan beren zijn Hedmark, Nord-Trondelag en Finnmark. Ook in andere delen van het land worden af en toe beren waargenomen, vaak gaat het dan om jonge rondtrekkende mannetjes.
Op 6 augustus 2007 is er in het plaatsje Ringsaker, dat in de buurt van Lillehammer ligt, een bruine beer doodgeschoten. Het was voor het eerst sinds 1867 dat er in dat gebied een bruine beer werd waargenomen.

### Zweden
In een groot deel van Zweden leven ongeveer 20 tot 25 beren per 1000 vierkante kilometer. De populatie bruine beren in Zweden wordt geschat op tussen de 3000 en 3500 exemplaren. Beren komen algemeen voor in geheel Norrland en delen van Svealand: Dalarna en delen van Värmlands län. Ook worden er geregeld beren gesignaleerd in het noordwesten van Örebro län. Sporadisch worden er beren gezien in Uppsala län (voorjaar 2013) en het noordwesten van Västra Götalands län (2008, ten westen van Ed).

### Finland
De bruine beer leeft in Finland vooral aan de grens met Rusland. Hierdoor is het moeilijk in te schatten hoeveel beren er precies zijn omdat ze zowel in Finland als Rusland leven. De schattingen komen hierdoor uit op een aantal tussen de 800 en de 1680. In het verleden is er fel op het dier gejaagd. Tegenwoordig is de jacht gereguleerd wat inhoudt dat jagen wel is toegestaan maar in een mate die zorgt dat de populatie niet te hard groeit. De jacht zorgt er ook voor dat beren mensen blijven vrezen en daardoor bij dorpen en steden uit de buurt blijven.

### Azië
Ondanks de naam bevinden de grootste populaties Europese bruine beren zich in Azië: in Aziatisch Rusland, in de grote Siberische bossen aan de oostzijde van de Oeral.

### Nederland en België
In Nederland zijn in 2016 nabij Noordwijk resten van een bruine beer gevonden. Met behulp van koolstofdatering kon worden vastgesteld dat deze beer tussen 880 en 970 na Christus heeft geleefd. Aan de hand van verleende jachtrechten door de Utrechtse bisschoppen is vastgesteld dat de Europese bruine beer in Nederland ten minste tot in de elfde eeuw in het wild voorkwam. In Vlaanderen verdween de bruine beer in de dertiende eeuw.